# Federico Tiezzi
Federico Tiezzi (Lucignano, 13 dicembre 1951) è un attore, drammaturgo e regista teatrale italiano.

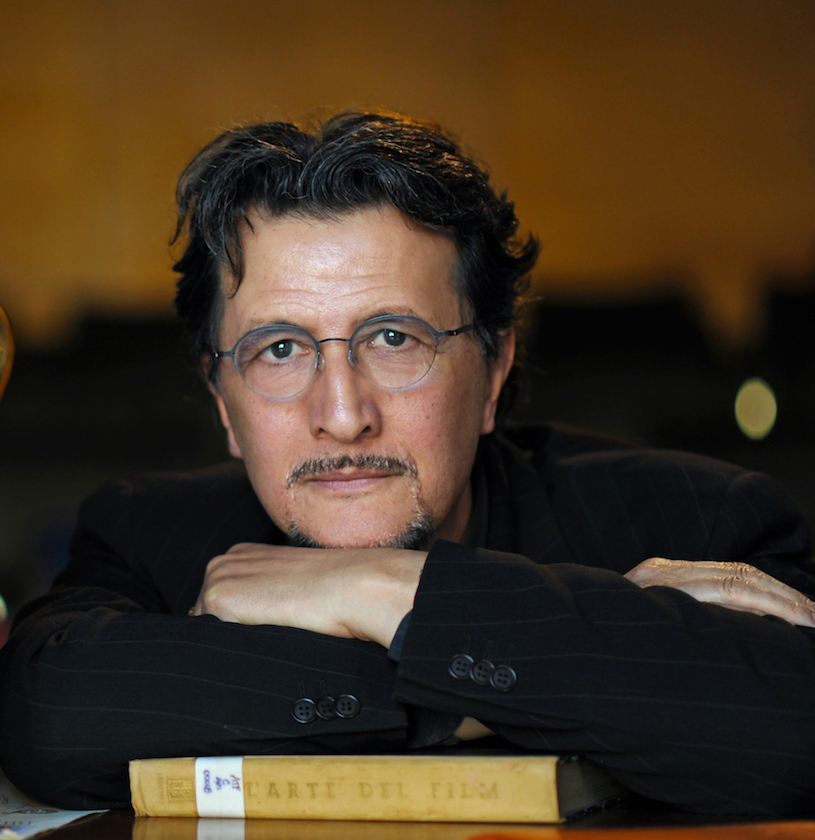
Federico Tiezzi

Ha fondato la compagnia Il Carrozzone, poi divenuta Magazzini Criminali, ed in seguito la Compagnia Lombardi-Tiezzi.

## Biografia

### Le origini
Federico Tiezzi inizia a rivelare la sua attitudine al teatro giovanissimo esercitandosi sulla regia, già all'età di quattordici anni, con Il Bugiardo di Carlo Goldoni. Due anni più tardi scrive il suo primo testo teatrale, ispirandosi al Teatro dell'assurdo. Studia per alcuni anni musica. Negli anni del Liceo, frequentato ad Arezzo, insieme ad alcuni compagni di scuola (tra cui Loriana Nappini, che prenderà in seguito il nome d'arte di Marion d'Amburgo, e Sandro Lombardi) fonda la Compagnia dei Tre e allestisce alcuni spettacoli nei quali applica, a una cultura principalmente letteraria, i metodi del Living Theatre e di Jerzy Grotowski.
La tragedia e la commedia greca (Eschilo, Sofocle, Euripide, Aristofane, Menandro) sono i suoi costanti punti di riferimento insieme ad autori quali Jacopone da Todi, Peter Weiss, Allen Ginsberg, Federico García Lorca, Pier Paolo Pasolini, Thomas Stearns Eliot, Bertolt Brecht.
I primi spettacoli (allestiti tra il 1968 e il 1970) utilizzano i testi di questi autori all'interno di scritture drammaturgiche originali. Oltre alla letteratura drammatica diviene suo costante punto di riferimento il cinema classico (Ėjzenštejn, Griffith, Ford, Abel Gance, Murnau).

### L'affermazione
Nel 1970 Federico Tiezzi si trasferisce a Firenze dove fonda la compagnia Il Carrozzone assieme a Marion d'Amburgo e Sandro Lombardi, che si fa subito notare nell'ambito delle gallerie d'arte contemporanea, come la  Galleria Techne, dove viene presentato lo spettacolo  Morte di Francesco  (1971) o la  Galleria Schema, dove debutta La donna stanca incontra il sole (1972). Gli spettacoli sono fortemente influenzati dal teatro classico giapponese, Nō e da quello classico indiano, Kathakali. Invitato da Giuseppe Bartolucci al I Festival di Musica d'Avanguardia e di Nuove Tendenze, a Salerno,  La donna stanca incontra il sole, dalla forte matrice figurativa, impone la compagnia a livello nazionale come una delle esperienze di punta dell'allora nascente Teatro-Immagine, di cui fanno parte registi quali Mario Ricci, Giuliano Vasilicò, Memè Perlini.
Nel 1977 si laurea a Firenze, con Roberto Salvini, in Storia dell'arte con una ricerca iconologica sulla teatralità nella scultura di Claus Sluter e nel tardo gotico europeo, ispirata ad Aby Warburg ed Erwin Panofsky, due nomi che lo accompagneranno negli anni della sua ricerca teatrale.

### Il teatro analitico-concettuale
Dopo due spettacoli di transizione Lo spirito del giardino delle erbacce, ispirato da un caso clinico di Ronald Laing (1976), e Il giardino dei sentieri che si biforcano, ispirato ad un racconto di Jorge Luis Borges,1976, Tiezzi affronta una ricerca concettuale sul linguaggio, da cui scaturiscono spettacoli-manifesto quali Presagi del vampiro (1977), Vedute di Porto Said-Studi per ambiente (1978), Punto di rottura (1979). In essi è evidente il contatto con le arti visive, in particolare la body art, l'arte concettuale, la minimal art, e i rapporti con artisti quali Dan Flavin, Andy Warhol, Vito Acconci, Alighiero Boetti. È evidente anche il contatto con il cinema, attraverso la citazione, negli spettacoli, di immagini e brani di sceneggiature di registi quali Orson Welles, Michelangelo Antonioni, Jean-Luc Godard, e soprattutto Yasujirō Ozu. Sono gli anni in cui, con la compagnia è presente nei principali festival europei, da Amsterdam a Bruxelles, da Colonia a Belgrado, da Vienna a Berlino, da Madrid a Parigi.
Nel 1979 Il Carrozzone vince il Premio Ubu come miglior compagnia sperimentale italiana, riconoscimento che verrà confermato nel 1980.

### Il teatro metropolitano
Il lavoro di Tiezzi sfocia successivamente in spettacoli dichiaratamente aperti a uno sguardo sulla contemporaneità: del 1979 è Ebdòmero, tratto dal romanzo di Giorgio de Chirico; del 1980 è Crollo nervoso, dove per la prima volta applica le ricerche di Edward Gordon Craig sullo spazio scenico, mentre Sulla strada, liberamente ispirato al romanzo di Jack Kerouac, debutta a Venezia per la Biennale-Teatro del 1982.
Nel 1980 allestisce Ins Null allo Stadio Olimpico di Monaco, con la partecipazione di Hanna Schygulla. Rainer Werner Fassbinder inserisce due regie per Il Carrozzone, (Ebdòmero  e Crollo Nervoso) nel suo film Theater in Trance (1981), dove sono presenti le esperienze teatrali di maggior spicco nel momento (Squat Theatre, Pina Bausch), presentato in prima mondiale al Festival dei Popoli di Firenze nel settembre 1981. Nel 1982 studia approfonditamente nel Teatro Nazionale di Tokyo il teatro Kabuki, che gli sarà di ispirazione in moltissimi spettacoli.

### Il teatro di poesia
Alla metà degli anni ottanta inizia a teorizzare e praticare una forma di teatro di poesia, volta a coniugare drammaturgia in versi e scrittura scenica. Questa fase coincide inizialmente con l'elaborazione drammaturgica di una trilogia di testi scritti e messi in scena tra il 1984 e il 1985: Genet a Tangeri (Premio Ubu 1984 come miglior spettacolo italiano), Ritratto dell'attore da giovane e Vita immaginaria di Paolo Uccello, presentati, poi, nel 1985 nell'ambito della Biennale Teatro e nel 1986 al Teater-Dans di Anversa.
Per il Festival del Teatro Italiano a New York, viene tradotto e messo in scena Ritratto dell'attore da giovane (Portrait of the actor as a young man) a cura della Columbia University.
Nel 1987 porta sulla scena, su traduzione e drammaturgia di Franco Quadri, il romanzo di Samuel Beckett, Come è, Premio Ubu 1987 come miglior regia. Nello stesso anno presenta, al Teatro dell'Opera di Kassel, come apertura di documenta 8, Antonin Artaud. Una tragedia cui fa seguito un dittico di testi del drammaturgo tedesco Heiner Müller: Hamletmaschine e Medeamaterial, entrambi del 1988.

### I classici
Dal 1989 dirige a Prato, Teatro Metastasio, tre spettacoli che teatralizzano la Divina Commedia. Affida la rielaborazione drammaturgica a tre poeti: Edoardo Sanguineti (Commedia dell'Inferno, 1989), Mario Luzi (Il Purgatorio, 1990) e Giovanni Giudici (Il Paradiso, 1991). Nel 1990 riprende Hamletmaschine per il Teatro Taganka di Mosca e per il Tokyo Theatre Festival.
I lavori successivi si iscrivono nell'ambito di una moderna riappropriazione dei classici: del 1989 è Aspettando Godot di Samuel Beckett per il Teatro Stabile di Palermo; nel 1991 firma per il Teatro di Roma, l'Adelchi di Alessandro Manzoni. Nel 1992 realizza, per il Centro Teatrale Bresciano, Finale di partita di Samuel Beckett.

### Il teatro musicale, Testori, Pasolini e Luzi
Sin dall'inizio del suo lavoro è affascinato dal teatro musicale: del 1976 è una collaborazione con Azio Corghi per Tactus all'Autunno Musicale di Como. Prosegue lavorando con musicisti quali Brian Eno, Jon Hassell, Giancarlo Cardini. Nel 1992 Salvatore Sciarrino compone la musica per una nuova edizione del Paradiso di Dante al Ravenna Festival, e due anni dopo Giacomo Manzoni elabora la partitura per un nuovo Inferno di Dante. Esordisce nella regia lirica con una apprezzatissima Norma (1991) al Teatro Petruzzelli di Bari con le scene del pittore Mario Schifano, cui faranno seguito La traviata al Teatro Pergolesi di Jesi (1992), e Il barbiere di Siviglia per il Teatro Comunale di Messina e a La Fenice di Venezia.
In questi anni ha come collaboratori alcuni pittori e architetti italiani, come Mario Schifano, Alighiero Boetti, Alessandro Mendini.
Nel 1994 mette in scena, con strepitoso successo, Edipus di Giovanni Testori (Premio Ubu come miglior regia e come migliore interpretazione maschile a Sandro Lombardi); e successivamente approda al teatro di Pasolini con Porcile.
Del marzo 1995 è la regia di Carmen di Georges Bizet per il Teatro Comunale di Bologna, e del giugno successivo, per il 58º Maggio Musicale Fiorentino, quella di Felicità turbate, un testo di Mario Luzi dedicato al pittore cinquecentesco Pontormo, con musiche originali di Giacomo Manzoni.
Nel 1997 apre la stagione lirica del Teatro dell'Opera di Roma con I vespri siciliani di Giuseppe Verdi. Realizza poi Nella giungla della città di Bertolt Brecht, di cui cura anche la traduzione.
Ancora del 1997 è la regia di Madama Butterfly di Giacomo Puccini per il Teatro Vittorio Emanuele di Messina; e quella dell'Assoluto naturale di Goffredo Parise, con Sandro Lombardi e Sabina Guzzanti.

### Shakespeare, Cechov, Bernhard
Nel 1998, con lo spettacolo Scene di Amleto I, creato per il Teatro Fabbricone a Prato (Premio Ubu per la miglior regia) sigla l'apertura di una fase nuova di lavoro. Tiezzi dedica al capolavoro scespiriano altri due spettacoli (Scene di Amleto II, 1999, e Scene di Amleto III, 2000), cui segue la regia dell'Amleto nel dicembre 2002. Frattanto, con Cleopatràs, 1996, e Due lai, 1998, prosegue il felicissimo lavoro sull'opera di Giovanni Testori, di cui nel 2001 mette in scena anche L'Ambleto. Gli spettacoli che portano alla riscoperta di questo autore sono creati in collaborazione con Sandro Lombardi.
Zio Vanja di Anton Čechov debutta nell'ottobre 1999 a Venezia per la Biennale-Teatro con i sipari di Giovanni Frangi. E nello stesso anno Tiezzi realizza una Madama Butterfly per il Teatro Regio di Torino.
Nel 2000 è impegnato con Didone ed Enea di Henry Purcell al Festival Monteverdiano di Cremona, ripresa poi al Maggio Musicale Fiorentino. Segue La sonnambula di Vincenzo Bellini per il Teatro Comunale di Firenze. Sempre nel 2000 debutta con un testo di Thomas Bernhard, L'apparenza inganna, Premio Ubu come miglior regia. Nel 2004 cura la regia di Antigone di Sofocle di Bertolt Brecht che conclude la sua tournée a Berlino, Berliner Ensemble, per il cinquantesimo anniversario della morte del drammaturgo di Augusta; e di Viaggio terrestre e celeste di Simone Martini di Mario Luzi, a Siena, in occasione del novantesimo compleanno del Poeta. Nel 2003 realizza La clemenza di Tito di Mozart per il Maggio Musicale Fiorentino.
Apre la stagione teatrale del Teatro Verdi di Trieste nell'ottobre 2004 con la regia de I cavalieri di Ekebù di Riccardo Zandonai.
In tutti questi anni il lavoro di Tiezzi si è spinto - sia nella drammaturgia classica e moderna, sia nella lirica - sempre più verso l'astrazione figurativa, in un rapporto costante con le arti visive e la musica; verso la ricerca di uno spazio emotivo, che gli permetta maggiormente di isolare e approfondire i personaggi, la recitazione (dei cantanti e degli attori) le situazioni drammatiche e la musica, in tutta la pienezza del loro significato; verso una pedagogia dell'attore che coniughi tradizione e contemporaneità. E proprio nella regia lirica sperimenta nuove forme recitative e interpretative mutuate dalla continua ricerca laboratoriale caratteristica dei suoi spettacoli teatrali.

### Wagner e Verdi
Del marzo 2005 è la sua prima regia wagneriana con La Valchiria,  al Teatro San Carlo di Napoli con le scene di Giulio Paolini e i costumi di Giovanna Buzzi.
Nel giugno del 2005 ha allestito, ancora per il San Carlo di Napoli, Il trovatore, successivamente ripreso a Tokyo e Osaka. Nel novembre realizza Gli Uccelli di Aristofane, Premio Ubu come miglior spettacolo, mentre nel gennaio dell'anno successivo debutta a Trieste il Don Quichote di Jules Massenet e nel settembre, a Livorno, Iris di Pietro Mascagni. È con Andrea Chenier di Umberto Giordano al Teatro Bellini di Catania nell'aprile 2007. Nel novembre dello stesso anno presenta al Teatro Argentina di Roma, I giganti della montagna di Luigi Pirandello e apre la stagione del Teatro San Carlo di Napoli con Parsifal di Richard Wagner, accolto da grande successo. Nell'aprile 2008 allestisce al Teatro Comunale di Bologna, Norma di Vincenzo Bellini. Nell'autunno 2008 debutta con Passaggio in India di Edward Morgan Forster (tratto dall'omonimo romanzo di Forster), cui arride una fortunata e lunghissima tournée. Della primavera del 2009 è La madre di Bertold Brecht, dal romanzo di Maksim Gor'kij; nell'autunno debutta La vedova allegra di Franz Lehár per il Teatro Verdi di Trieste e per il Teatro San Carlo di Napoli.
Dal 2007 al 2010 è stato direttore artistico della Fondazione Teatro Metastasio di Prato – Stabile della Toscana.
Realizza nell'autunno del 2009 Simon Boccanegra di Giuseppe Verdi alla Staatsoper di Berlino, con Plácido Domingo nel ruolo principale e la direzione di Daniel Barenboim. Successivamente crea con una compagnia di giovani attori Scene da Romeo e Giulietta per lo spazio del Teatro Fabbricone a Prato.

### Anni 2010
È della primavera del 2010 il nuovo allestimento del Simon Boccanegra al Teatro alla Scala di Milano con le scene di Pierpaolo Bisleri e i costumi di Giovanna Buzzi e le luci di 
Marco Filibeck. Nell'ottobre del 2010 debutta al Piccolo Teatro di Milano, I promessi sposi alla prova di Giovanni Testori.
Nel 2011 dopo Parsifal di Richard Wagner al Teatro Regio di Torino, allestisce al Teatro Petruzzelli di Bari in prima assoluta Lo stesso mare, un'opera di Fabio Vacchi su libretto di Amos Oz (dall'omonimo romanzo) con le prestigiose scene di Gae Aulenti.
Tra il 2012 e il 2014 Tiezzi è impegnato con La vedova allegra di Franz Léhar al Teatro Filarmonico di Verona, al Teatro San Carlo di Napoli e al Teatro Carlo Felice di Genova.
Sempre nel 2012, inizia il progetto sulla Ricerca del tempo perduto di Marcel Proust, con Un amore di Swann. Nel 2013 debutta Non si sa come di Luigi Pirandello al Teatro della Pergola di Firenze, nel 2014 Il ritorno di Casanova di Arthur Schnitzler, al Museo Nazionale del Bargello.
Nel maggio del 2015 firma Ifigenia in Aulide di Euripide, all'interno del 51° Ciclo di Rappresentazioni Classiche al Teatro Greco di Siracusa.
Nel gennaio 2016 debutta al Piccolo Teatro di Milano Questa sera si recita a soggetto di Luigi Pirandello, con Luigi Lo Cascio protagonista; e nell'aprile dello stesso anno debutta al Teatro Argentina, con la produzione del Teatro di Roma, Calderón di Pier Paolo Pasolini, protagonista Sandro Lombardi. Lo spettacolo vince il Premio Ubu per la miglio regia 2016. Nello stesso anno, viene ripreso il Simon Boccanegra di Giuseppe Verdi al Teatro alla Scala di Milano; questo fortunato allestimento viene ulteriormente ripreso al Teatro Bolshoi di Mosca, con la direzione di Myung-Whun Chung. Il pubblico moscovita decreta grande successo allo spettacolo.
Nel 2017, l'allestimento site-specific de La signorina Else di Arthur Schnitzler, debutta nel seicentesco Teatro Anatomico dello Spedale del Ceppo di Pistoia, e prosegue, l'anno successivo, con una tournée toccando, tra gli altri, il Museo della Specola (Firenze), Piccolo Teatro Studio Melato (Milano), Teatro di Villa Torlonia (Roma) e il Teatro Anatomico di Bologna.
Del gennaio 2018 è la regia per il Piccolo Teatro di Milano di Freud o l'interpretazione dei sogni di Stefano Massini, dedicato a uno dei libri capitali del Novecento, con Fabrizio Gifuni ed Elena Ghiaurov; del febbraio è la coproduzione con il Teatro di Roma di Antigone di Sofocle, regia per la quale gli viene assegnato il Premio Flaiano in occasione dei Premi Flaiano 2018.
Nel 2019 vede la luce Scene da Faust di J.W. Goethe, co-prodotto dalla Compagnia che dirige e dal Teatro Metastasio di Prato.

### Anni 2020
Nel 2020 cura la regia per Samusà di e con Virginia Raffaele, spettacolo che rievoca le luci i suoni e le meraviglie fluorescenti di un Luna Park con i suoi mille personaggi. Nell'estate dello stesso anno, dopo la prima chiusura dei teatri per pandemia, Tiezzi torna a Thomas Bernhard firmando la regia di Antichi Maestri, che debutta al Napoli Teatro Festival.
Lontani dalla possibilità di andare in scena per la stagione 2020/21, nasce l'idea del progetto Vasari. Le Vite dedicato alle Vite di Giorgio Vasari. Tiezzi affida a Fabrizio Sinisi la drammaturgia della vita di tre artisti e realizza tre video-ritratti che vedono Giovanni Guerrieri interpretare Buffalmacco, Roberto Latini vestire i panni di Rosso Fiorentino e Sandro Lombardi interpretare Jacopo da Pontormo: una sorta di ‘capitolo primo’ poi presentato al Museo del Novecento e del Contemporaneo di Palazzo Fabroni di Pistoia nel settembre 2021. È di questo stesso anno, in occasione del settimo centenario della morte di Dante Alighieri, la nuova versione dello lo spettacolo Il Purgatorio. La notte lava la mente per la quarta edizione del Pompeii Theatrum Mundi, testo che Mario Luzi elaborò su commissione di Tiezzi e la sua compagnia trent'anni prima.
Nell'estate del 2022 realizza la seconda parte del dittico dedicato a Thomas Bernhard con lo spettacolo Il soccombente, che debutta al Campania Teatro Festival.
Nel maggio del 2023 Tiezzi torna al Teatro Greco di Siracusa firmando la regia di Medea di Euripide (tra i protagonisti: Laura Marinoni, Alessandro Averone e Roberto Latini), con un record di oltre 100.000 spettatori a Siracusa; spettacolo che poi vede una ripresa nei 'teatri in pietra' di Pompei e Verona.
Nello settembre dello stesso anno, in occasione del quinto centenario della morte di Luca Signorelli, Tiezzi cura la lettura del poemetto drammatico L'Oltremondo, di Fabrizio Sinisi, con Sandro Lombardi. Alla fine del mese inaugura invece la mostra REVOX di Federico Tiezzi. Dai Ritratti di fine millennio (1986) a Vasari. Le Vite (2021-2023), a cura di Giovanni Agosti, all'interno di Palazzo Fabroni di Pistoia, in occasione della consegna al museo dei tre video-ritratti di Paolo Uccello (Pippo Delbono), Sodoma (Massimo Verdastro) e Giorgio Vasari (Giovanni Franzoni), a cui si aggiungerà, poco dopo, quello di Piero di Cosimo (Giusi Merli). Il 'capitolo secondo' del progetto artistico ideato da Tiezzi intorno alle vite vasariane è il vincitore del PAC2021 - Piano per l’Arte Contemporanea, promosso dalla Direzione Generale Creatività Contemporanea del Ministero della Cultura.
Nel 2024, insieme a Sandro Lombardi, è il padrino e l'artista di punta della ventiduesima edizione del Kilowatt Festival di Sansepolcro.

## Premi e riconoscimenti
- Premio Ubu
  - 1983/84 – Miglior spettacolo per Genet a Tangeri
  - 1983/84 – Segnalazioni tecniche
  - 1986/87 – Miglior regia per Come è di Samuel Beckett
  - 1993/94 – Miglior regia per Edipus di Giovanni Testori e Porcile di Pier Paolo Pasolini
  - 1997/98 – Miglior regia per Amleto di William Shakespeare
  - 2000/01 – Miglior regia per Scene di Amleto di William Shakespeare e L'apparenza inganna di Thomas Bernhard
  - 2005/06 – Miglior spettacolo per Gli uccelli di Aristofane
  - 2005/06 – Miglior regia per Gli uccelli
  - 2015/16 – Miglior regia per Calderón di Pier Paolo Pasolini

- Premio Flaiano per il teatro[13]
  - 2018 - Premio alla regia per Antigone di Sofocle